# Siavash
Siavash, även Siavosh (persiska: سیاوش, i betydelsen "ägare av svarta hästar") är en hjälte i iransk mytologi och en av huvudpersonerna i det persiska nationaleposet, Ferdousis Shahnameh (Konungaboken).
Enligt legenden blev Siavash oskyldigt avrättad på order av Afrasiab och i iransk mytologi står han som symbol för oskuldsfullhet och martyrskap.
I det sasanidiska Iran hölls passionsspel för Siavashs död. Dessa riter kom att påverka utformningen av de shiitiska passionsspelen (tazie) under buyidisk tid.